# Willy Kernen
Willy Kernen (La Chaux-de-Fonds, 6 de agosto de 1929- La Chaux-de-Fonds, 12 de noviembre de 2009) fue un futbolista suizo que se desempeñaba como defensa. Jugó en el FC La Chaux-de-Fonds de 1950 a 1962, consiguiendo dos ligas y cinco Copas.

## Selección nacional
Fue internacional con la selección de fútbol de Suiza en 41 ocasiones y convirtió 1 gol. Participó en las Copas del Mundo de 1950, 1954 y 1962.

## Clubes
| Club                 | País  | Año       |
| -------------------- | ----- | --------- |
| FC La Chaux-de-Fonds | Suiza | 1945–1963 |
| FC Le Locle          | Suiza | 1963–1966 |

## Palmarés

### Campeonatos nacionales
| Título         | Club                 | País  | Año  |
| -------------- | -------------------- | ----- | ---- |
| Copa Suiza     | FC La Chaux-de-Fonds | Suiza | 1951 |
| Nationalliga A | FC La Chaux-de-Fonds | Suiza | 1954 |
| Copa Suiza     | FC La Chaux-de-Fonds | Suiza | 1954 |
| Nationalliga A | FC La Chaux-de-Fonds | Suiza | 1955 |
| Copa Suiza     | FC La Chaux-de-Fonds | Suiza | 1955 |
| Copa Suiza     | FC La Chaux-de-Fonds | Suiza | 1957 |
| Copa Suiza     | FC La Chaux-de-Fonds | Suiza | 1961 |